# Martin Adler
Martin Adler (30. října 1958 Stockholm – 23. června 2006 Mogadišo) byl švédský kameraman a novinář; zahynul při své práci.

## Život
Narodil se ve Stockholmu anglické matce a švédskému otci, vyrůstal ve Västeråsu a studoval antropologii na Škole orientálních a afrických studií v Londýně; poté začal pracovat jako novinář. Působil jako korespondent z problematických zemí a válečných oblastí, včetně Angoly, Afghánistánu (kde byl při natáčení ve vězení zastřelen jeho kolega Ulf Strömberg), Čečenska, Rwandy a Salvadoru. 
V roce 2006 byl ve svých 47 letech zastřelen v somálském Mogadišu.

## Ocenění
- Za reportáže o únosech a prodeji žen v Číně získal v roce 2001 mediální cenu Amnesty International.[2]
- Za svou práci v Iráku obdržel Cenu Roryho Pecka za rok 2004.[3] (V rámci Ceny Roryho Pecka je od roku 2007 udělována také Cena Martina Adlera.) Od roku 1996 byl externím spolupracovníkem Channel 4 News a dlouhodobě přispíval do švédského deníku Aftonbladet.

## Posmrtné připomínky
- Thomas Nordanstad o něm v roce 2010 natočil dokumentární film The War Reporter.
- Deset let po jeho smrti, v roce 2016, o něm vyšla kniha Nej, jag är inte rädd för att dö od novinářky Ann-Christine Kihlové.[4]